# Deposição física de vapor

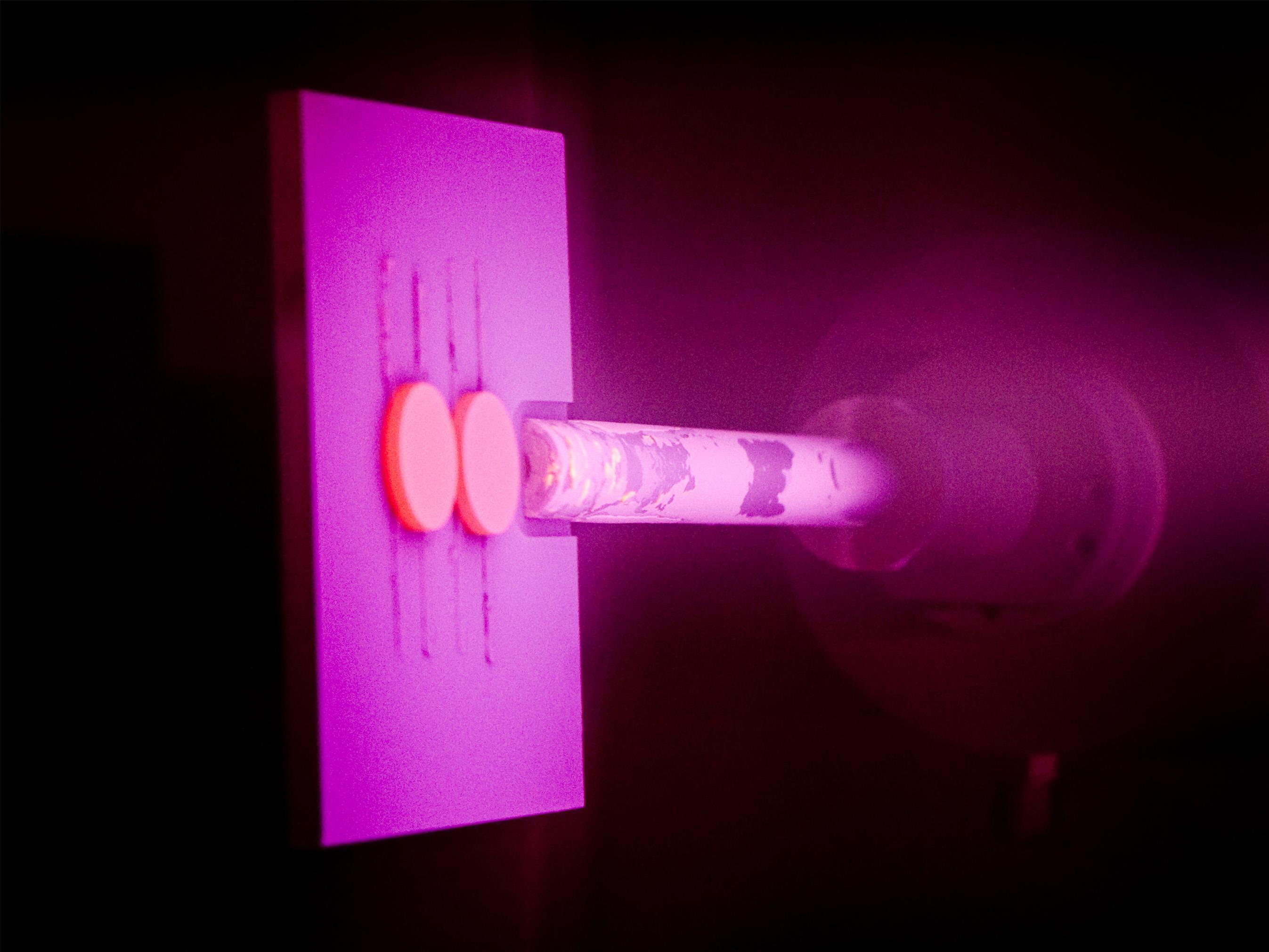
Internamente, a Deposição Física de Vapor por Spray de Plasma (ou PS-PVD, Plasma Spray-Physical Vapor Deposition), pó cerãmico é introduzido dentro da chama de plasma, que vaporiza-o e então este condensa-se na forma de revestimento cerâmico.

Deposição física de vapor (citada como PVD, do inglês physical vapor deposition) é uma variedade de deposição ao vácuo e é um termo geral usado para descrever qualquer de uma variedade de métodos de depositar filmes finos pela condensação de uma forma vaporizada do material sobre várias superfícies (e.g., sobre wafer semicondutores). O método de revestimento envolve processos puramente físicos tais como uma evaporação no vácuo a alta temperatura ou o bombardeio por borrifos de plasma assim como envolvendo uma reação química na superfície a ser revestida como na deposição química em fase vapor. O termo deposição física de vapor aparece originalmente no livro de 1966 Vapor Deposition por C.F. Powell, J.H. Oxley e J.M. Blocher Jr., mas Michael Faraday o usou já em 1838, tendo-o descoberto acidentalmente, a partir da observação da deposição de partículas na superfície interna de bulbos de vidro no quais filamentos elétricos de latão haviam se vaporizado.

## Variantes
Variantes da PVD incluem, em ordem crescente de novidade:
- Deposição por arco catódico: Em que um arco de alta potência descarrega no alvo afastado jorros de material em vapor altamente ionizado.
- Deposição física de vapor por feixe de elétrons: Na qual o material a ser depositado é aquecido em uma alta pressão de vapor por bombardeamento de elétrons em "alto" vácuo.
- Deposição evaporativa: Na qual o material a ser depositado é aquecido a uma alta pressão de vapor por aquecimento eletricamente resistivo em "baixo" vácuo.
- Deposição por laser pulsado: Em que um laser de alta potência causa ablasão de material do alvo em vapor.
- Deposição por pulverização: Em que uma descarga de plasma brilhante (usualmente localizado em torno do "alvo" por um magneto) bombardeia o material pulverizado um tanto distante como um vapor. Uma animação da ferramenta genérica de PVD por pulverização é vista em:  PVD Animation - www.syngraphics.com.

## Aplicações
PVD é usada na produção de itens incluindo dispositivos semicondutores, filmes de PET aluminizados para balões ou sacos de alimentos, como snacks, e revestimento de ferramentas de corte para usinagem de metais. Além de ferramentas tratadas por PVD para usinagem, ferramentas menores principalmente para propósitos científicos tem sido desenvolvidas. Servem principalmente para a finalidade de filmes extremamente finos como camadas atômicas e são usadas principalmente para pequenos substratos. Um bom exemplo são mini evaporadores de feixe de elétrons (e-beam) os quais podem depositar monocamadas de virtualmente qualquer material com pontos de fusão até 3500°C. 

## Avaliação dos revestimentos
Algumas das técnicas usadas para medir as propriedades físicas de revestimentos obtidos por PVD são: